# Copa de Francia de Fútbol 2019-20
La Copa de Francia de fútbol 2019-20 fue la 103 edición de la Copa de Francia, competición de eliminación directa entre los clubes de fútbol aficionado y profesional afiliados del Sistema de ligas de fútbol de Francia de la Federación Francesa de Fútbol. El número exacto de clubes participantes varía cada año, pero se puede estimar en más de 7 000.
El campeón se clasificó para la Liga Europa de la UEFA 2020-21, salvo que ya lo hubiese hecho para esta competición o para la Liga de Campeones de la UEFA 2020-21 por la vía de la Ligue 1.
París Saint-Germain obtuvo su décimo tercer título luego de vencer en la final al Olympique de Lyon. 

## Desarrollo de la competición
El sistema es el mismo que aquel utilizado los años precedentes. Por primera vez, los equipos pueden efectuar un cuarto cambio en caso de prolongación.
En las seis primeras rondas, participan los equipos más modestos de las ligas departamentales, las ligas regionales, el Championnat Nationale 3 , el Championnat National 2 y hasta los equipos del Championnat National, que entran en la quinta ronda. También participan equipos de estos territorios de ultramar franceses:
- Liga Guadalupense de Fútbol
- Liga de Fútbol de la Guayana Francesa
- Liga de Fútbol de Martinica
- Championnat de Mayotte de football
- Championnat de La Réunion de football
- Primera División de Polinesia Francesa
- Superliga de Nueva Caledonia

Desde la séptima ronda entran los equipos profesionales de la Ligue 2. Finalmente desde la fase final, en los Treintaiseisavos de final, los equipos profesionales de la Ligue 1 entran en competición.

## Calendario
|                                                                                               | Ronda                          | Fecha                                                            | Equipos participantes | Siguiente ronda |
| Primera fase (2019)                                                                           |                                |                                                                  |                       |                 |
| Eliminatorias previas. Entran en esta ronda todos los equipos por debajo la quinta división   |                                |                                                                  |                       |                 |
| 0                                                                                             | Ronda preliminar               | Fechas regionales                                                | más de 15 000         | más de 8000     |
| 1                                                                                             | Primera ronda                  | Fechas regionales                                                | más de 8000           | más de 4000     |
| 2                                                                                             | Segunda ronda                  | Fechas regionales                                                | más de 4000           | más de 2000     |
| Entran en esta ronda 168 clubes de la National 3 (quinta división)                            |                                |                                                                  |                       |                 |
| 3                                                                                             | Tercera ronda                  | domingo 15 de septiembre                                         | 2146                  | 1073            |
| Entran en esta ronda de los 51 clubes de la National 2 (cuarta división)                      |                                |                                                                  |                       |                 |
| 4                                                                                             | Cuarta ronda                   | domingo 29 de septiembre                                         | 1124                  | 562             |
| Entran en esta ronda de los 18 clubes del Championnat National (tercera división)             |                                |                                                                  |                       |                 |
| 5                                                                                             | Quinta ronda                   | domingo 13 de octubre                                            | 580                   | 290             |
| 6                                                                                             | Sexta ronda                    | domingo 27 de octubre                                            | 290                   | 145             |
| Entran en esta ronda los 20 clubes de Ligue 2 y 11 clubes de las ligas de Francia de ultramar |                                |                                                                  |                       |                 |
| 7                                                                                             | Séptima ronda                  | sábado 16 y domingo 17 de noviembre                              | 176                   | 88              |
| 8                                                                                             | Octava ronda                   | sábado 7 y domingo 8 de diciembre                                | 88                    | 44              |
| Fase final (2020)                                                                             |                                |                                                                  |                       |                 |
| Entran en esta ronda los 20 clubes de Ligue 1                                                 |                                |                                                                  |                       |                 |
| 9                                                                                             | Treintaiseisavos de final      | viernes 3, sábado 4, domingo 5 y lunes 6 de enero                | 64                    | 32              |
| 10                                                                                            | Dieciseisavos de final         | jueves 16, viernes 17, sábado 18, domingo 19 y lunes 20 de enero | 32                    | 16              |
| 11                                                                                            | Octavos de final               | martes 28, miércoles 29 y jueves 30 de enero                     | 16                    | 8               |
| 12                                                                                            | Cuartos de final               | martes 11, miércoles 12 y jueves 13 de febrero                   | 8                     | 4               |
| 13                                                                                            | Semifinales                    | miércoles 4 y jueves 5 de marzo                                  | 4                     | 2               |
| 14                                                                                            | Final en el Estadio de Francia | viernes 24 de julio                                              | 2                     |                 |

## Resultados

### Resultado de los clubes profesionales
- Los clubes de Nacional participan en la competición desde la quinta ronda.
- Los clubes de Liga 2 participan en la competición desde la séptima ronda.
- Los clubes de Liga 1 participan en la competición desde los Treintaiseisavos de final.

| Clubes                      | Resultado        |
| --------------------------- | ---------------- |
| París Saint-Germain         | Finalista        |
| AS Saint-Étienne            | Finalista        |
| Olympique de Lyon           | Semifinales      |
| Stade Rennais Football Club | Semifinales      |
| Olímpico de Marsella        | Cuartos de final |
| Dijon Football Côte d'Or    | Cuartos de final |
| AS Mónaco                   | Octavos de final |
| Montpellier HSC             | Octavos de final |
| OGC Niza                    | Octavos de final |
| LOSC Lille                  | Octavos de final |
| Racing Club de Estrasburgo  | Octavos de final |
| Angers SCO                  | Octavos de final |
| Nîmes Olympique             | 1/16 de final    |
| FC Nantes                   | 1/16 de final    |
| Girondins de Burdeos        | 1/16 de final    |
| Amiens SC                   | 1/32 de final    |
| Toulouse FC                 | 1/32 de final    |
| FC Metz                     | 1/32 de final    |
| Stade Brestois 29           | 1/32 de final    |
| Stade de Reims              | 1/32 de final    |

| Clubes                     | Resultado     |
| -------------------------- | ------------- |
| SM Caen                    | 1/16 de final |
| París FC                   | 1/16 de final |
| FC Lorient                 | 1/16 de final |
| AS Nancy lorraine          | 1/16 de final |
| Chamois niortais FC        | 1/32 de final |
| Valenciennes Football Club | 1/32 de final |
| Rodez AF                   | 1/32 de final |
| FC Chambly Oise            | 1/32 de final |
| Le Mans FC                 | 1/32 de final |
| Racing Lens                | 8 Ronda       |
| AJ Auxerre                 | 8 Ronda       |
| US Orléans                 | 8 Ronda       |
| EA Guingamp                | 7 ronda       |
| Troyes AC                  | 7 ronda       |
| FC Sochaux-Montbéliard     | 7 Ronda       |
| AC Ajaccio                 | 7 Ronda       |
| Le Havre Athletic Club     | 7 ronda       |
| Grenoble Foot 38           | 7 Ronda       |
| Clermont Fútbol 63         | 7 Ronda       |
| LB Châteauroux             | 7 Ronda       |

| Clubes            | Resultado     |
| ----------------- | ------------- |
| Red Star FC       | 1/16 de final |
| FC Bourg-Péronnas | 1/32 de final |
| US Quevilly-Rouen | 8 Ronda       |
| GFC Ajaccio       | 7 Ronda       |
| AS Béziers        | 6 Ronda       |

### Clubes profesionales eliminados por clubes sin la categoría profesional en la edición 2019-2020
Los clubes que se encuentran en la categoría Championnat National y no logran ascender en un máximo de 3 temporadas a la Ligue 2, pierden el estatus de "club profesional". Estos son los resultados de equipos no profesionales que lograron ganarle a los que en la edición 2019-2020 tienen la condición de profesional. 
| Ronda            | Club profesional                        | Club aficionado                                | Diferencia de categoría |
| ---------------- | --------------------------------------- | ---------------------------------------------- | ----------------------- |
| 6 Ronda          | AS Béziers (Nacional)                   | US Colomiers (Nacional 2)                      | 1 nivel                 |
| 7 Ronda          | El Havre AC (Liga 2)                    | USL Dunkerque (Nacional)                       | 1 nivel                 |
| 7 Ronda          | Clermont Fútbol 63 (Liga 2)             | Bergerac Périgord FC (Nacional 2)              | 2 niveles               |
| 7 Ronda          | AC Ajaccio (Liga 2)                     | US Santo-Flour (Nacional 3)                    | 3 niveles               |
| 7 Ronda          | Grenoble Fútbol 38 (Liga 2)             | ÉFC Fréjus Santo-Raphaël (Nacional 2)          | 2 niveles               |
| 7 Ronda          | GFC Ajaccio (Nacional)                  | ASM Belfort (Nacional 2)                       | 1 nivel                 |
| 7 Ronda          | FC Sochaux-Montbéliard (Liga 2)         | SAS Épinal (Nacional 2)                        | 2 niveles               |
| 8 Ronda          | US Quevilly-Rouen (Nacional)            | AS Prix-lès-Mézières (National 3)              | 2 niveles               |
| 8 Ronda          | AJ Auxerre (Liga 2)                     | SEP Hombourg-Haut (Régional 3)                 | 6 niveles               |
| 8 Ronda          | US Orleans (Liga 2)                     | FC Rouen (Nacional 2)                          | 2 niveles               |
| 8 Ronda          | RC Lens (Liga 2)                        | FC Dieppe (Nacional 3)                         | 3 niveles               |
| 1/32 de final    | Chamois Niortais FC (Liga 2)            | JS Santo-Pierroise (Regional 1)                | 4 niveles               |
| 1/32 de final    | Rodez AF (Liga 2)                       | Athlético Marsella (Nacional 3)                | 3 niveles               |
| 1/32 de final    | Toulouse FC (Liga 1)                    | Santo-Pryvé Santo-Hilaire FC (Nacional 2)      | 3 niveles               |
| 1/32 de final    | FC Metz (Liga 1)                        | FC Rouen (Nacional 2)                          | 3 niveles               |
| 1/16 de final    | Girondins de Burdeos (Liga 1)           | Pau FC (Nacional)                              | 2 niveles               |
| 1/16 de final    | AS Nancy-Lorraine (Liga 2)              | ASM Belfort (Nacional 2)                       | 2 niveles               |
| Octavos de final | Montpellier Hérault Sport Club (Liga 1) | ASM Belfort (Nacional 2)                       | 3 niveles               |
| Octavos de final | LOSC Lille (Liga 1)                     | Stade Athletique Spinalien Épinal (Nacional 2) | 3 niveles               |

### Final
La final, que debía haberse jugado el sábado 25 de abril en el Stade de France, se pospuso para una fecha posterior, como consecuencia de la Pandemia del COVID-19.
| 24 de julio de 2020, 21.10 | París Saint-Germain | 1:0 (1:0) | Saint Étienne | Stade de France, París, Francia                           |                                                           |
|                            | Neymar 14'          |           |               | Asistencia: 5.000 espectadores Árbitro(s): Amaury Delerue | Asistencia: 5.000 espectadores Árbitro(s): Amaury Delerue |

## Campeón
|                             |
| Campeón París Saint-Germain |
| 13° título                  |